# Ямбор
Ямбо́р (рос. Ямбор) — село (в минулому селище) у складі Табунського району Алтайського краю, Росія. Входить до складу Табунської сільської ради.

## Населення
Населення — 2 особи (2010; 5 у 2002).
Національний склад (станом на 2002 рік):
- німці — 80 %